# Màgia de prop

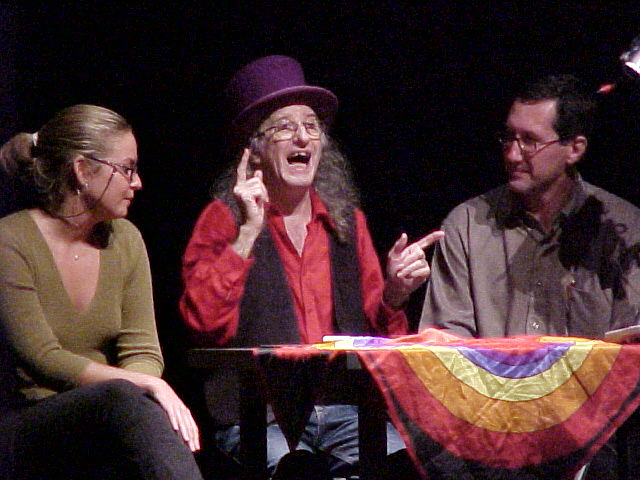
Juan Tamariz, entre dos espectadors, fent màgia de prop.

La màgia de prop és la màgia que es fa en un entorn íntim que no sol estar a més de tres metres del públic i se sol fer amb una taula. Pot combinar manipulacions amb les mans i quan incorpora la manipulació de cartes s'anomena cardística. La prestidigitació és el conjunt de tècniques que utilitza un mag de prop per manipular objectes com targetes i monedes en secret.
La mostra d'habilitat amb les cartes no té a veure directament amb la il·lusió o l'engany sinó que és l'equivalent a fer malabars a un malabarista. Les dues formes principals de màgia de prop són trucs de cartes i trucs de monedes, però qualsevol element petit es pot utilitzar per a actuacions amb les mans. Es fan jocs de mans amb daus, taps d'ampolla, cubs de sucre, boles d'esponja, còdols, bolígrafs, copes i pilotes. No és infreqüent que els mags de prop combinin diversos d'aquests objectes en un sol truc. El mentalisme de prop es fa en una sessió íntima. Aquesta forma de mentalisme inclou exemples de telecinesi, percepció extrasensorial, precognició i telepatia.